# Andrei Borissowitsch Patschin
Andrei Borissowitsch Patschin (russisch Андрей Борисович Пачин, wiss. Transliteration Andrej Borisovič Pačin; geboren am 18. März 1991) ist ein ehemaliger russischer Skispringer.

## Werdegang
Andrei Patschin trat international ab 2009 in ersten Wettbewerben der Fédération Internationale de Ski in Erscheinung. Vorwiegend trat er im FIS Cup an. Am 19. August 2011 erreichte er mit einem zweiten Platz in Einsiedeln seine einzige Podiumsplatzierung in dieser Wettbewerbsserie. Am 10. März 2012 gab er im finnischen Kuopio sein Debüt im Skisprung-Continental-Cup.
Erfolgreich war Patschin vor allem auf nationaler Ebene, auf der er mehrere Medaillen in Teamwettbewerben bei russischen Meisterschaften gewann. Die erste davon war die Bronzemedaille bei den russischen Meisterschaften 2011 in Meschduretschensk, die er gemeinsam mit Georgi Tscherwjakow, Pjotr Tschaadajew und Sergei Bytschkow erlangen konnte.
Bei den Sommer-Meisterschaften 2014 in Krasnaja Poljana wurde er zusammen mit Alexander Schuwalow, Roman Trofimow und Michail Maximotschkin russischer Meister für die Oblast Nischni Nowgorod. Diesen Erfolg konnte er bei den Winter-Meisterschaften 2015 in Tschaikowski an der Seite von Denis Kornilow, Roman Trofimow und Michail Maximotschkin wiederholen.
Bei den russischen Sommer-Meisterschaften 2016 in Krasnaja Poljana gewann Patschin mit Alexander Schuwalow, Iwan Lanin und Alexander Sardyko die Silbermedaille.